# Paweł Głowacki (matematyk)
Paweł Głowacki (ur. w 1953, zm. 17 marca 2024) – polski matematyk, profesor Uniwersytetu Wrocławskiego specjalizujący się w analizie harmonicznej.

## Życiorys
Doktorat uzyskał w 1980 w Instytucie Matematycznym PAN, habilitację w 1987 na Uniwersytecie Wrocławskim. 22 grudnia 1994 otrzymał tytuł profesorski nauk matematycznych.
Publikował prace m.in. z analizy harmonicznej, półgrup operatorów liniowych, analizy na nilpotentnych grupach Liego, operatorów pseudoróżniczkowych, analizy rzeczywistej. Pełnił obowiązki kierownika Zakładu Analizy Funkcjonalnej Instytutu Matematyczngo Uniwersytetu Wrocławskiego.

## Ostatnie prace
- The Melin Calculus for General Homogeneous Groups [2005]
- A Note on Sobolev Spaces Related to Schroedinger Operators [2006] (z Jackiem Dziubańskim)
- Invertibility of Convolution Operators on Homogeneous Groups [2007]
- L-p Boundedness of Singular Integral Operators with Flag Kernels [2008]
- Composition and L-2 Boundedness of Flag Kernels [2008]